# Yamanoue no Okura
Yamanoue no Okura (山上憶良, [também escrito 山於億良] Erro: {{japonês}}: texto da transliteração contém caractere não latino (pos 16) (ajuda), 660–733) foi um poeta japonês, e ficou mais conhecido por seus poemas de crianças e plebeus. Contribuiu com o Man'yōshū (a mais antiga coleção da poesia japonesa). e como vários escritores da época  tinha forte influência chinesa. Seu trabalho enfatiza uma moralidade baseada nos ensinamentos de Confúcio e do budismo. 

## Vida
A maioria dos estudiosos acredita que ele nasceu em 660, com base em sua prosa "Chin'a Jiai-bun" registrada no quinto volume do Man'yōshū escrita em 733 (Tenpyō 5), na qual ele diz: "Neste ano, completo 74 anos de idade" 
Outra fonte cita sua origem coreana, que nasceu em Baekje, o aliado do Japão na península coreana, e foi trazido para o Japão na onda de refugiados que veio quando esse estado foi extinto invadido seu rival Silla em 663.  Okura nesta época teria quatro anos. Seu pai, foi um médico que passou a servir na corte japonesa, sem dúvida forneceu ao filho uma educação completa no estilo chinês. Essa educação se tornou amplamente evidente em sua obra, mas suas supostas origens estrangeiras não são. Quando falava de seu país adotivo, parecia falar como um filho nativo. 
Yamanoue no Okura participou da Missão japonesas à China da dinastia Tang em 701 retornando ao Japão em 707. Nos anos seguintes ao seu retorno serviu em várias funções oficiais. Promovido a shōkin-ge (小錦下, oficial de quinto escalão júnior) em 714 é nomeado governador de Hōki, em 721 foi nomeado tutor do príncipe herdeiro Obito-shinnō (Imperador Shōmu)   e em 728 foi nomeado governador de Chikuzen cargo onde permanece até sua morte em 733. Enquanto ocupou esse cargo passou o frequentar o grupo de Ōtomo no Tabito, que servia em Dazaifu. 